# Andreas Müller (orientalista)
Andreas Müller (ur. 1630 w Gryfinie, zm. 26 października 1694 w Szczecinie) – niemiecki pastor i teolog protestancki, orientalista i protosinolog. Był proboszczem kościoła w Trzebiatowie i rektorem gimnazjum w Chojnie.
Urodził się w Gryfinie, stąd później często podpisywał swoje prace jako Greifenhagius. Kształcił się w Wittenberdze. Większą część życia spędził w Stargardzie, u szczytu kariery przez kilka lat mieszkał w Berlinie. W młodości przez kilka lat przebywał w Anglii, gdzie zainteresował się orientalistyką. Po zakupieniu przez elektora brandenburskiego Fryderyka Wilhelma biblioteki orientalnej Müller został jej kuratorem. Karierę orientalisty i sinologa rozpoczął wydaniem w 1671 roku naukowego opracowania Opisania świata Marco Polo, następnie wydał łacińskie tłumaczenie historii Wschodu Ormianina Haitona i własną pracę o położeniu Kataju, Disquisitio de Chataia. W 1673 roku opublikował komentarz do treści steli z Xi’an, a rok później traktującą o różnych sprawach Chin De Rebus Sinicis i dotyczącą er panowania chińskich cesarzy Hebdomas Observationum. Mimo że Müller powtarzał wiele mylnych poglądów swoich poprzedników, szybko zyskał sobie sławę uznanego sinologa.
Najbardziej głośną sprawą w życiorysie Müllera była sprawa rzekomego "klucza chińskiego" (clavis sinica). Müller utrzymywał, że odkrył klucz do nauki języka chińskiego, gwarantujący że "nawet kobiety, ucząc się przez rok lub krócej chińskich hieroglifów, będą mogły czytać chińskie i japońskie książki". Oświadczenie to wywołało wielką burzę w ówczesnej Europie. Do Müllera pisali m.in. Athanasius Kircher i Gottfried Wilhelm Leibniz, domagając się ujawnienia tego rewolucyjnego wynalazku. Müller wzbraniał się przez ujawnieniem swojego odkrycia, domagając się wypłacenia mu dwóch tysięcy talarów zaliczki, przez co zarzucono mu hochsztaplerstwo.
Kres karierze Müllera przyniósł 1685 rok, gdy teolog protestancki Elia Grebnitz, uznając że osoba chcąca upowszechniać w Europie język chiński jest opętana przez diabła, zarzucił mu herezję i konszachty z diabłem. Müller nie zdołał się wybronić i stracił posadę. W następstwie tych wydarzeń miał zniszczyć swój klucz i rzekomą drukarnię z ruchomymi chińskimi czcionkami, którą polecił wykonać. 
Swoją bogatą bibliotekę sinologiczną (ponad 1000 woluminów) ofiarował na kilka dni przed śmiercią Gimnazjum Mariackiemu w Szczecinie. Materiały te po II wojnie światowej w większości zostały wywiezione do Biblioteki Uniwersytetu Warszawskiego, nieliczne (200 ksiąg) pozostały w Bibliotece Wojewódzkiej w Szczecinie.